# Aeropuerto Internacional del Gran Moncton
El Aeropuerto Internacional del Gran Moncton Roméo LeBlanc (del francés: Aéroport International du Grand Moncton) (del inglés: Greater Moncton Roméo LeBlanc International Airport) (IATA: YQM, OACI: CYQM) se encuentra en la ciudad de Dieppe, a 4 millas náuticas (7.4 km; 4.6 mi) al estenoreste del centro de Moncton, Nuevo Brunswick, Canadá. Originalmente llamado Aeropuerto Internacional del Gran Moncton, el aeropuerto fue renombrado en 2016, en honor del ex Gobernador General Roméo LeBlanc.
El GMIA manejó 674,406 pasajeros y 122,308 movimientos de aeronaves en 2019.
El aeropuerto está clasificado como aeropuerto de entrada por Nav Canada y cuenta con personal de la Agencia de Servicios Fronterizos de Canadá (CBSA). Los oficiales de CBSA en este aeropuerto actualmente pueden manejar aeronaves con hasta 300 pasajeros. Sin embargo, se han manejado aviones Boeing 747 con 580 pasajeros.
En este aeropuerto se encuentra el Colegio de Vuelo de Moncton, la mayor universidad de vuelo de Canadá.

## Aerolíneas y destinos

### Pasajeros
| Aerolíneas         | Destinos                                                                           |
| ------------------ | ---------------------------------------------------------------------------------- |
| Air Canada         | Toronto–Pearson Estacional: Montreal–Trudeau                                       |
| Air Canada Express | Estacional: Montreal–Trudeau                                                       |
| Air Canada Rouge   | Montreal–Trudeau, Toronto–Pearson                                                  |
| Air Transat        | Estacional: Cancún, Orlando, Punta Cana, Varadero                                  |
| Canadian North     | Chárter: Montreal–Trudeau, Quebec, San Juan de Terranova, Sydney (NS), Thunder Bay |
| PAL Airlines       | Deer Lake, Mont-Joli, San Juan de Terranova, Wabush                                |
| Porter Airlines    | Ottawa, Toronto–Billy Bishop Estacional: Toronto–Pearson                           |
| WestJet            | Calgary Estacional: Edmonton                                                       |

### Carga
| Aerolíneas       | Destinos                                                   |
| ---------------- | ---------------------------------------------------------- |
| Cargojet Airways | Halifax, Hamilton, Montreal–Mirabel, San Juan de Terranova |
| FedEx Express    | Halifax                                                    |

### Destinos nacionales
Se brinda servicio a 13 ciudades dentro del país a cargo de 7 aerolíneas.
| Destinos nacionales del Aeropuerto de Gran Moncton YQM YYC YDF YEG YUL YOW YQB YYY YYT YQY YQT YYZ YTZ YWK | Destinos nacionales del Aeropuerto de Gran Moncton YQM YYC YDF YEG YUL YOW YQB YYY YYT YQY YQT YYZ YTZ YWK | Destinos nacionales del Aeropuerto de Gran Moncton YQM YYC YDF YEG YUL YOW YQB YYY YYT YQY YQT YYZ YTZ YWK | Destinos nacionales del Aeropuerto de Gran Moncton YQM YYC YDF YEG YUL YOW YQB YYY YYT YQY YQT YYZ YTZ YWK | Destinos nacionales del Aeropuerto de Gran Moncton YQM YYC YDF YEG YUL YOW YQB YYY YYT YQY YQT YYZ YTZ YWK | Destinos nacionales del Aeropuerto de Gran Moncton YQM YYC YDF YEG YUL YOW YQB YYY YYT YQY YQT YYZ YTZ YWK | Destinos nacionales del Aeropuerto de Gran Moncton YQM YYC YDF YEG YUL YOW YQB YYY YYT YQY YQT YYZ YTZ YWK | Destinos nacionales del Aeropuerto de Gran Moncton YQM YYC YDF YEG YUL YOW YQB YYY YYT YQY YQT YYZ YTZ YWK |
| Destinos                                                                                                   | Canadian North                                                                                             | PAL Airlines                                                                                               | Porter Airlines                                                                                            | WestJet | Air Canada                                                                                                 | Otra | # |
| --- | --- | --- | --- | --- | --- | --- | --- |
| Calgary (YYC)                                                                                              | | | | • | | | 1 |
| Deer Lake (YDF)                                                                                            | | • | | | | | 1 |
| Edmonton (YEG)                                                                                             | | | | • | | | 1 |
| Montreal (YUL)                                                                                             | • | | | | • | | 2 |
| Mont-Joli (YYY)                                                                                            | | • | | | | | 1 |
| Ottawa (YOW)                                                                                               | | | • | | | | 1 |
| Quebec (YQB)                                                                                               | • | | | | | | 1 |
| San Juan de Terranova (YYT)                                                                                | • | • | | | | | 2 |
| Sydney (YQY)                                                                                               | • | | | | | | 1 |
| Thunder Bay (YQT)                                                                                          | • | | | | | | 1 |
| Toronto (YYZ)                                                                                              | | | • | | • | | 1 |
| Toronto (YTZ)                                                                                              | | | • | | | | 1 |
| Wabush (YWK)                                                                                               | | • | | | | | 1 |
| Total | 5 | 4 | 3 | 2 | 2 | 0 | 13 |

### Destinos internacionales
Se ofrece servicio a 4 destinos internacionales (estacionales), a cargo de 1 aerolínea.
| Ciudades por países                                        | Nombre del aeropuerto                  | Aerolíneas               |              |              |              |
| Norteamérica                                               | Norteamérica                           | Norteamérica             | Norteamérica | Norteamérica | Norteamérica |
| ---------------------------------------------------------- | -------------------------------------- | ------------------------ | ------------ | ------------ | ------------ |
| Estados Unidos (1 destino [estacional], 1 aerolínea)       |                                        |                          |              |              |              |
| Orlando                                                    | Aeropuerto Internacional de Orlando    | Air Transat (Estacional) |              |              |              |
| México (1 destino [estacional], 1 aerolínea)               |                                        |                          |              |              |              |
| Cancún                                                     | Aeropuerto Internacional de Cancún     | Air Transat (Estacional) |              |              |              |
| El Caribe                                                  |                                        |                          |              |              |              |
| Cuba (1 destino [estacional], 1 aerolínea)                 |                                        |                          |              |              |              |
| Varadero                                                   | Aeropuerto Juan Gualberto Gómez        | Air Transat (Estacional) |              |              |              |
| República Dominicana (1 destino [estacional], 1 aerolínea) |                                        |                          |              |              |              |
| Punta Cana                                                 | Aeropuerto Internacional de Punta Cana | Air Transat (Estacional) |              |              |              |
| Total: 4 destinos (estacionales), 4 países, 1 aerolínea    |                                        |                          |              |              |              |

## Estadísticas

### Tráfico anual
| Año  | Pasajeros | % Cambio    |
| ---- | --------- | ----------- |
| 2010 | 552,629   | Sin cambios |
| 2011 | 579,329   | 4.8%        |
| 2012 | 615,085   | 6.2%        |
| 2013 | 647,682   | 5.3%        |
| 2014 | 677,159   | 4.6%        |
| 2015 | 644,275   | 4.9%        |
| 2016 | 657,272   | 2.0%        |
| 2017 | 665,630   | 1.3%        |
| 2018 | 681,437   | 2.4%        |
| 2019 | 674,406   | 1.0%        |
| 2020 | 173,404   | 74.3%       |
| 2021 | 177,040   | 2.1%        |
| 2022 | 468,821   | 164.8%      |
| 2023 | 600,121   | 28.0%       |
| 2024 | 661,629   | 10.2%       |

## Aeropuertos cercanos
Los aeropuertos más cercanos son:
- Aeropuerto de Charlottetown (120km)
- Aeropuerto de Saint John (129km)
- Aeropuerto del Gran Fredericton (146km)
- Aeropuerto Internacional de Halifax-Stanfield (163km)
- Aeropuerto de Bathurst (Nuevo Brunswick) (187km)